# Tendă
Tendă se numește o bucată de pânză groasă întinsă deasupra unui spațiu pentru a-l proteja contra ploii sau contra soarelui.
În marină, o tendă (în engleză awning) este o apărătoare confecționată din pânză de vele, care se întinde temporar deasupra punții unei nave sau ambarcațiuni spre a proteja echipajul de razele solare și uneori și de ploaie.
După locul de utilizare, tendele pot fi:
- tendă de ambarcațiune (în engleză boat awning);
- tenda punții de navigație (în engleză bridge awning);
- tenda teugii (în engleză forecastle awning);
- tenda punții principale (în engleză maindeck awning);
- tenda pupei (în engleză poop awning);
- tenda dunetei (în engleză quarter-deck awning).